# 전설의 빅피쉬
《전설의 빅피쉬》는 SBS TV에서 방송되었던 예능 프로그램이며 2019년 4월 5일부터 2019년 4월 26일까지 방영됐고 SBS는 해당 프로그램에 앞서 2019년 설 특집 2부작 파일럿으로 편성된 <조카면 족하다>를 내보낼 예정이었으나 파일럿 당시 멤버였던 김원희가 2018년 10월 19일부터 금요일 밤 11시로 시간대를 이동한 TV조선 《살림 9단의 만물상》 메인 MC로 활동 중이었던 데다 동시간대 MBC 《나 혼자 산다》와의 경쟁에서 불리할 수 있다는 의견 때문에 무산됐다.

## 전설의 빅피쉬 개요

### 기획 의도
- 한국을 대표하는 연예계 낚시 드림팀이 전 세계를 누비며 '빅 피쉬' 그랜드 슬램에 도전하는 프로그램으로 진짜 낚시꾼들의 판타지한 모험을 다루는 익스트림 어(漁)행기

## 역대 출연자
| 출연진 및 패널                         | 방송 기간                        | 방송 회차 |
| -------------------------------------- | -------------------------------- | --------- |
| 이태곤, 지상렬, 정두홍, 김진우, 윤보미 | 2019년 4월 5일 ~ 2019년 4월 26일 | 1 ~ 4회   |

## 시청률
| 회차 | 방송일          | AGB 시청률     |
| 회차 | 방송일          | 대한민국(전국) |
| ---- | --------------- | -------------- |
| 1    | 2019년 4월 5일  | 4.2%           |
| 1    | 2019년 4월 5일  | 3.6%           |
| 2    | 2019년 4월 12일 | 3.8%           |
| 2    | 2019년 4월 12일 | 3.0%           |
| 3    | 2019년 4월 19일 | 3.4%           |
| 3    | 2019년 4월 19일 | 3.4%           |
| 4    | 2019년 4월 26일 | 2.7%           |
| 4    | 2019년 4월 26일 | 3.1%           |

## 동일 소재 프로그램
- 낚시
- 《도시어부》 (채널A)